# Cucut de la Sonda
El cucut de la Sonda (Cuculus lepidus) és una espècie d'ocell de la família dels cucúlids (Cuculidae) que habita boscos i matolls de les illes de la Sonda, Península Malaia i nord de Borneo.